# باولینکور
باولینکور (به فرانسوی: Bavelincourt) یک کمون (فرانسه) در فرانسه است که در canton of Villers-Bocage واقع شده‌است. باولینکور ۷٫۷۵ کیلومتر مربع مساحت دارد ۴۹ متر بالاتر از سطح دریا واقع شده‌است.